# Distrikt Marcas
Der Distrikt Marcas liegt in der Provinz Acobamba in der Region Huancavelica im südwestlichen Zentral-Peru. Der Distrikt wurde am 23. November 1925 gegründet. Er besitzt eine Fläche von 172 km². Beim Zensus 2017 wurden 1612 Einwohner gezählt. Im Jahr 1993 lag die Einwohnerzahl bei 2323, im Jahr 2007 bei 2367. Die Distriktverwaltung befindet sich in der 3394 m hoch gelegenen Ortschaft Marcas mit 547 Einwohnern (Stand 2017). Marcas liegt 19,5 km ostsüdöstlich der Provinzhauptstadt Acobamba.

## Geographische Lage
Der Distrikt Marcas liegt im äußersten Osten der Provinz Acobamba. Die Längsausdehnung in Nord-Süd-Richtung beträgt etwa 18 km, die maximale Breite liegt bei knapp 12 km. Der Distrikt befindet sich im ariden Andenhochland. Im Norden wird das Areal vom Río Mantaro, im Süden vom Río Urubamba sowie im Osten vom Río Cachi begrenzt.
Der Distrikt Marcas grenzt im Westen an den Distrikt Caja, im Norden an die Distrikte Locroja, San Miguel de Mayocc und La Merced (alle drei in der Provinz Churcampa), im Osten an den Distrikt Luricocha (Provinz Huanta) sowie im Süden an die Distrikte Chincho und Julcamarca (beide in der Provinz Angaraes).

## Ortschaften
Im Distrikt gibt es neben dem Hauptort folgende größere Ortschaften:
- Cuñi
- Paloma
- Parisa
- San Isidro